# CORPG
CORPG står for Competitive Online Role-Playing Game.
I modsætning til et almindeligt MMORPG, har det et mere konkurrerende aspekt, hvor man fx som i spillet Guild Wars kæmper guild mod guild.
Succes i CORPG skyldes derfor ofte spiller-talent, i stedet for at det blot er den spenderede tid på spillet, der afgør udfaldet.
| computerspil | Spire Denne computerspilsrelaterede artikel er en spire som bør udbygges. Du er velkommen til at hjælpe Wikipedia ved at udvide den. |